# بلومینگتون (تگزاس)
بلومینگتون (به انگلیسی: Bloomington) یک منطقهٔ مسکونی در ایالات متحده آمریکا است که در شهرستان ویکتوریا، تگزاس واقع شده‌است. بلومینگتون ۶٫۹ کیلومتر مربع مساحت و ۲٬۴۵۹ نفر جمعیت دارد و ۱۸ متر بالاتر از سطح دریا واقع شده‌است.